# Helastia cryptica
Helastia cryptica là một loài bướm đêm trong họ Geometridae.